# Filialkirche Brunnbach

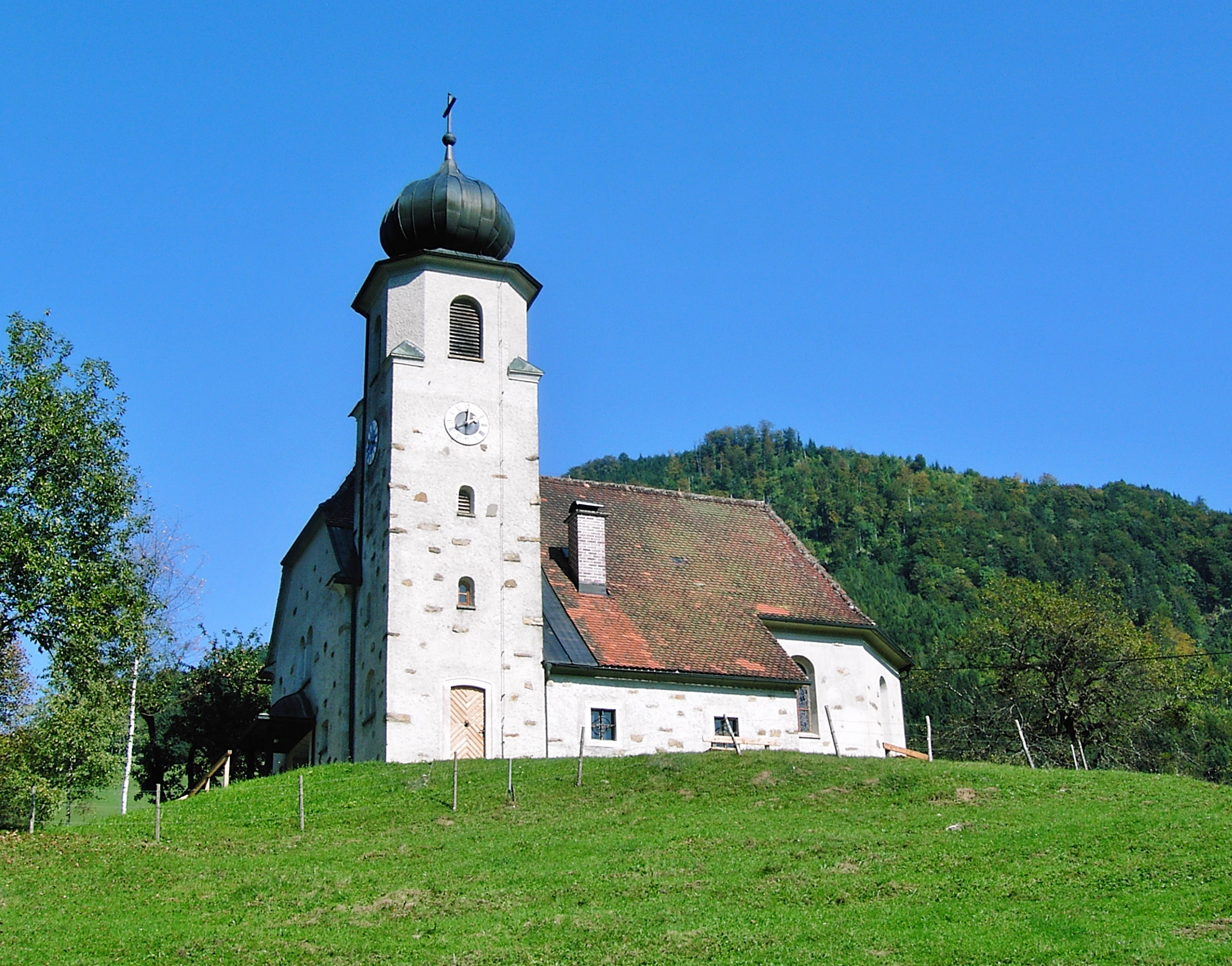
Filialkirche Brunnbach

Die römisch-katholische Filialkirche Brunnbach mit dem Patrozinium Heilige Familie steht in Brunnbach in der Gemeinde Großraming in Oberösterreich. Die  Filialkirche der  Pfarrkirche Großraming gehört seit dem 1. Jänner 2023 zur Pfarre Ennstal der Diözese Linz. Die Kirche steht unter Denkmalschutz.

## Geschichte
Bereits in den 1930er-Jahren wurde der Wunsch nach einer Kirche in der Ortschaft Brunnbach im Reichraminger Hintergebirge laut, eine Realisierung war jedoch erst nach dem Zweiten Weltkrieg möglich.
Der Bau der Kirche erfolgte nach Plänen des Linzer Architekten Hans Foschum und wurde 1947 bis 1950 durchgeführt. Am 10. September 1950 wurde die Kirche von Bischof Franz Zauner geweiht. Es handelt sich um einen traditionellen Bau mit seitlich stehendem Zwiebelturm.
Die Fenster wurden vom Linzer Künstler Alfred Stifter gestaltet. Das Geläute der Kirche besteht aus nur einer Glocke, die im Ton f″ erklingt und 1950 in der Glockengießerei St. Florian gegossen wurde.